# Exèrcit Popular Català
No debe confundirse con el Ejército Popular de Cataluña, unidad militar que actuó en la Guerra civil española.
El Exèrcit Popular Català (EPOCA, Ejército Popular Catalán) fue un grupo terrorista de ideología independentista catalán que existió durante la década de 1970. La organización perseguía la independencia de Cataluña respecto al resto de España.

## Historia
Se había intentado la creación de movimientos similares en dos ocasiones anteriores, en 1964 y en 1968, aunque sin éxito. La base de la militancia provenía, básicamente, del Front Nacional de Catalunya (FNC). Jaume Martínez Vendrell, el líder de la rama militar del FNC, fue el encargado, en el EPOCA, de entrenar en técnicas de guerrilla urbana a una cincuentena de militantes dándoles formación práctica y teórica a partir de las armas conseguidas a través de un catalán emigrado a Suiza conocido como Sporri. Hacia 1975 estos 50 militantes disponían de una infraestructura legal de apoyo de unas 200 personas.
El Exèrcit Popular Català perpetró asesinatos de un gran impacto público por la relevancia de las víctimas y la crueldad del método empleado, utilizando bombas adosadas al cuerpo de las víctimas. De esta manera asesinaron al industrial y presidente de la empresa química Cros S.A., José María Bultó (9 de mayo de 1977), y al exalcalde de Barcelona (1975-1976), Joaquín Viola, y su esposa el 25 de enero de 1978.
Para 1979 el EPOCA se encontraba ciertamente inactivo, especialmente en comparación con otros grupos terroristas de la época. Militantes del grupo terrorista Terra Lliure (TLL) se pusieron en contacto con integrantes del EPOCA, tras lo cual se tomó la decisión de que ambas organizaciones confluyeran. Esto significó la desaparición del EPOCA y antiguos militantes como Montserrat Tarragó o Carles Sastre se integraron en TLL. 

### Juicios y condenas por asesinato
Algunos de los juicios y condenas por asesinato —en los que los acusados denunciaron malos tratos— fueron los siguientes:
Martínez Vendrell fue condenado en 1982 por el Tribunal Supremo a 36 años de prisión como inductor de los asesinatos de Bultó, en mayo de 1977, y el exalcalde franquista de Barcelona Joaquín Viola y su esposa, en enero de 1978, aunque nunca llegó a cumplir la condena, puesto que huyó a Andorra. Martínez Vendrell reconoció que había entrenado a los autores de los atentados pero negó tener ninguna responsabilidad directa en los mismos. Volvió a España en 1988 enfermo de cáncer y fue encarcelado. Murió al poco tiempo en el Hospital Clínico de Barcelona a donde había sido trasladado desde la prisión.
La Audiencia Nacional condenó a Antonino Massaguer y Javier Barberá a 30 años de reclusión mayor, como autores materiales de la colocación del artefacto explosivo en el pecho de Bultó; a un tercer procesado, Fernando Jabardo, a 12 años, como cómplice, y a Dolores Tubau y Abel Rebollo, a dos años y tres meses cada uno, como autores de un delito de colaboración con bandas armadas. Carles Sastre fue condenado en octubre de 1985 a 30 años de cárcel por su intervención en este asesinato y Montserrat Tarragó también fue condenada a cuatro años de prisión por su participación, como autora de un delito de colaboración con bandas armadas. 
En total fueron procesados y condenados alrededor de quince militantes de EPOCA.